# Osama Zoghlami
Osama Zoghlami (* 19. Juni 1994 in Tunis) ist ein italienischer Leichtathlet tunesischer Herkunft, der vor allem über 3000 Meter Hindernis an den Start geht.

## Leben
Osama Zoghlami und sein Zwillingsbruder Ala kamen als Zweijährige mit ihrer Familie nach Italien, wo sie sich in Valderice, auf Sizilien, niederließen. Beide Brüder begannen früh mit der Leichtathletik und erwarben 2013 die italienische Staatsbürgerschaft. Schnell kristallisierte sich heraus, dass in den Disziplinen über die Mittelstreckendistanzen ihre größten Stärken lagen. Heute trainieren beide unter der Anleitung Gaspari Polizzis in Palermo.

## Sportliche Laufbahn
Zoghlami nahm erstmals 2012 an landesweiten Wettkämpfen teil. Damals wurde er italienischer U20-Meister über 3000 Meter Hindernis und tritt seitdem mit vorrangigem Fokus in dieser Disziplin an. Die gleiche Platzierung erreichte er ein Jahr später bei den gleichen Meisterschaften und nahm im Juli an den U20-Europameisterschaften in Rieti teil. Dabei zog er in das Finale ein, in dem er seine Bestzeit auf 8:59,62 min steigerte, mit der er den siebten Platz belegte. Eine Woche später verbesserte er sich bei den Italienischen Meisterschaften nochmal um mehr als drei Sekunden und konnte den achten Platz belegen. 2014 verbesserte er sich bis auf 8:45,99 min. 2015 belegte Zoghlami bei den Italienischen U23-Meisterschaften mit neuer Bestzeit den zweiten Platz und trat einen Monat später bei den U23-Europameisterschaften in Tallinn an. Dabei zog er in das Finale ein, in dem er mit 8:42,00 min die Bronzemedaille gewinnen konnte.
2016 gelang es Zoghlami, seine Bestzeit um mehr als fünf Sekunden bis auf 8:35,49 min zu steigern. 2017 konnte er sich dann erneut stark bis auf 8:22,94 min verbessern. In jenem Jahr erreichte er mit dem Vizemeistertitel sein bis dahin bestes Resultat bei den Italienischen Meisterschaften. Diesen Erfolg wiederholte er 2018. In dem Jahr nahm er im August an zudem an den Europameisterschaften in Berlin teil. Dort blieb er allerdings deutlich hinter seinen in der Saison zuvor gezeigten Leistungen zurück und schied als 21. im Halbfinale aus. 2019 lief er im Juni in Rom eine Zeit von 8:22,88 min. Damit erfüllte er die Qualifikation für die Weltmeisterschaften in Doha. Dort lief er im Vorlauf seine zweitbeste Zeit in der Saison, die allerdings nicht für den Einzug in das Finale reichte. 2020 verzichtete er auf Wettkämpfe im Hindernislauf und konnte stattdessen über 1500 und 3000 Meter neue verbesserte Zeiten aufstellen. Außerdem tritt er auch bei Crossrennen an, 2019 gewann er bei den Italienischen Crosslauf-Meisterschaften den Titel über die 3 km Mitteldistanz.
2021 steigerte sich Zoghlami über die Hindernisdistanz auf eine Bestzeit von 8:14,29 min. Zusammen mit seinem Zwillingsbruder schaffte er damit die Qualifikation für die Olympischen Sommerspiele in Tokio. Bei diesen ging er Ende Juli im Vorlauf an den Start. Er startete im insgesamt langsamsten der drei Vorläufe, wodurch er mit einer Zeit von 8:19,51 min als Vierter des Laufes den Finaleinzug nur sehr knapp verpasste. Er belegte am Ende den 17. Platz, sein Bruder Ala kam in das Finale und wurde Achter. Am 19. August 2022 lief Zoghlami bei den Europameisterschaften in München mit einer Zeit von 8:23,44 min zur Bronzemedaille. Damit gelang ihm der bislang größte Erfolg seiner sportlichen Karriere. 2023 trat er in Budapest zum zweiten Mal bei den Weltmeisterschaften an. In seinem Vorlauf kam er als Neunter ins Ziel, womit er den Einzug in das Finale verpasste.

## Wichtige Wettbewerbe
| Jahr                | Veranstaltung             | Ort                 | Platz               | Disziplin           | Zeit                |
| Startet für Italien | Startet für Italien       | Startet für Italien | Startet für Italien | Startet für Italien | Startet für Italien |
| ------------------- | ------------------------- | ------------------- | ------------------- | ------------------- | ------------------- |
| 2013                | U20-Europameisterschaften | Rieti               | 7.                  | 3000 m Hindernis    | 8:59,62 min         |
| 2015                | U23-Europameisterschaften | Tallinn             | 3.                  | 3000 m Hindernis    | 8:42,00 min         |
| 2018                | Mittelmeerspiele          | Tarragona           | 6.                  | 3000 m Hindernis    | 8:36,28 min         |
| 2018                | Europameisterschaften     | Berlin              | 21.                 | 3000 m Hindernis    | 8:43,92 min         |
| 2019                | Weltmeisterschaften       | Doha                | 27.                 | 3000 m Hindernis    | 8:28,57 min         |
| 2021                | Olympische Sommerspiele   | Tokio               | 17.                 | 3000 m Hindernis    | 8:33,47 min         |
| 2022                | Europameisterschaften     | Berlin              | 3.                  | 3000 m Hindernis    | 8:23,44 min         |
| 2023                | Weltmeisterschaften       | Budapest            | 31.                 | 3000 m Hindernis    | 8:33,07 min         |

## Persönliche Bestleistungen
Freiluft
- 1500 m: 3:40,06 min, 11. Juni 2022, Mailand
- 3000 m: 7:48,63 min, 17. September 2020, Rom
- 3000 m Hindernis: 8:11,00 min, 9. Juni 2022, Rom